# Liste des Premiers ministres du Tchad
Le Premier ministre du Tchad est le chef du gouvernement tchadien entre 1978 et 2018 et depuis 2021.
Le 4 mai 2018, Idriss Déby promulgue la Constitution de la IVe République, qui renforce les pouvoirs présidentiels et supprime la fonction de Premier ministre. Le président de la République devient alors chef du gouvernement.

## Histoire
Le poste de Premier ministre est introduit par la Constitution du Tchad de 1959 mais abrogé par celle de 1960 sans avoir jamais été occupé. 
Il est réintroduit en 1978 par le président de la République Félix Malloum, qui nomme Hissène Habré. Cette fonction est un levier aux mains de ce dernier, qui devient très puissant et force la démission de Malloum en 1979. Le poste reste alors vacant, sauf en 1982, Habré craignant d'engendrer un adversaire puissant. Il faut attendre l'arrivée d'Idriss Déby au pouvoir pour assister à la nomination d'un nouveau Premier ministre en 1991. 
Le 4 mai 2018, Idriss Déby promulgue la Constitution de la IVe République, qui renforce les pouvoirs présidentiels et supprime la fonction de Premier ministre. Le président de la République devient alors chef du gouvernement.
Le poste de Premier ministre est réintroduit dans la charte de la transition de 2021 puis confirmé dans Constitution de la Ve République en date du 29 décembre 2023.

## Liste des Premiers ministres
| Nom                          | Début du mandat  | Fin du mandat    | Parti          |
| ---------------------------- | ---------------- | ---------------- | -------------- |
| Hissène Habré                | 29 août 1978     | 23 mars 1979     | Frolinat       |
| Poste vacant                 | 23 mars 1979     | 19 mai 1982      |                |
| Djidingar Dono Ngardoum      | 19 mai 1982      | 19 juin 1982     | RUDT           |
| Poste vacant                 | 19 juin 1982     | 4 mars 1991      |                |
| Jean Alingué Bawoyeu         | 4 mars 1991      | 20 mai 1992      | UDR            |
| Joseph Yodoyman              | 20 mai 1992      | 7 avril 1993     | UNDR           |
| Fidèle Abdelkerim Moungar    | 7 avril 1993     | 6 novembre 1993  | ACTUS          |
| Delwa Kassiré Coumakoye      | 6 novembre 1993  | 8 avril 1995     | RNDP           |
| Koibla Djimasta              | 8 avril 1995     | 17 mai 1997      | UDR            |
| Nassour Guelendouksia Ouaido | 17 mai 1997      | 13 décembre 1999 | MPS            |
| Nagoum Yamassoum             | 14 décembre 1999 | 12 juin 2002     | MPS            |
| Haroun Kabadi                | 12 juin 2002     | 24 juin 2003     | MPS            |
| Moussa Faki                  | 24 juin 2003     | 3 février 2005   | MPS            |
| Pascal Yoadimnadji           | 3 février 2005   | 23 février 2007  | MPS            |
| Adoum Younousmi (intérim)    | 23 février 2007  | 26 février 2007  | MPS            |
| Delwa Kassiré Coumakoye      | 26 février 2007  | 16 avril 2008    | RNDP           |
| Youssouf Saleh Abbas         | 16 avril 2008    | 5 mars 2010      |                |
| Emmanuel Nadingar            | 5 mars 2010      | 21 janvier 2013  | MPS            |
| Joseph Djimrangar Dadnadji   | 21 janvier 2013  | 21 novembre 2013 | MPS            |
| Kalzeubé Pahimi Deubet       | 21 novembre 2013 | 13 février 2016  | MPS            |
| Albert Pahimi Padacké        | 13 février 2016  | 4 mai 2018       | RNDT-le Réveil |
| Poste aboli                  | 4 mai 2018       | 2 mai 2021       |                |
| Albert Pahimi Padacké        | 2 mai 2021       | 13 octobre 2022  | RNDT-le Réveil |
| Saleh Kebzabo (transition)   | 13 octobre 2022  | 1er janvier 2024 | UNDR           |
| Succès Masra (transition)    | 1er janvier 2024 | 24 mai 2024      | LT             |
| Allamaye Halina              | 24 mai 2024      | en fonction      | MPS            |